# Eleições presidenciais de 2011 no Porto

## Resultados Oficiais
| Candidato               | Candidato               | Votos   | %               |
| ----------------------- | ----------------------- | ------- | --------------- |
|                         | Aníbal Cavaco Silva     | 55 702  | 51,42 / 100,00  |
|                         | Manuel Alegre           | 22 152  | 20,45 / 100,00  |
|                         | Fernando Nobre          | 18 839  | 17,39 / 100,00  |
|                         | Francisco Lopes         | 7 208   | 6,65 / 100,00   |
|                         | José Manuel Coelho      | 2 761   | 2,55 / 100,00   |
|                         | Defensor Moura          | 1 668   | 1,54 / 100,00   |
| Votos Inválidos         | Votos Inválidos         | 7 486   | 6,47 / 100,00   |
| Total                   | Total                   | 115 816 | 100,00 / 100,00 |
| Eleitorado/Participação | Eleitorado/Participação | 226 881 | 51,05 / 100,00  |

## Resultados por Freguesia
Os resultados dos candidatos por freguesia foram os seguintes:
| Freguesia       | %     | %     | %     | %     | %    | %    | Votantes |
| Freguesia       | ACS   | MA    | FN    | FL    | JMC  | DM   | Votantes |
| --------------- | ----- | ----- | ----- | ----- | ---- | ---- | -------- |
| Aldoar          | 48,57 | 23,47 | 17,53 | 6,14  | 2,73 | 1,57 | 6 255    |
| Bonfim          | 54,00 | 19,46 | 16,50 | 6,61  | 2,01 | 1,42 | 12 354   |
| Campanhã        | 43,96 | 26,06 | 16,66 | 9,01  | 2,94 | 1,36 | 15 763   |
| Cedofeita       | 54,95 | 17,71 | 17,57 | 5,74  | 2,25 | 1,77 | 11 343   |
| Foz do Douro    | 59,75 | 15,44 | 16,32 | 4,22  | 2,60 | 1,67 | 6 152    |
| Lordelo do Ouro | 50,95 | 20,16 | 17,28 | 7,09  | 2,87 | 1,64 | 9 815    |
| Massarelos      | 49,13 | 19,65 | 18,82 | 7,25  | 3,18 | 1,98 | 3 727    |
| Miragaia        | 41,81 | 26,48 | 16,67 | 10,67 | 3,05 | 1,33 | 1 101    |
| Nevogilde       | 74,45 | 8,33  | 13,03 | 1,00  | 1,89 | 1,30 | 2 944    |
| Paranhos        | 50,61 | 20,05 | 18,73 | 6,39  | 2,67 | 1,55 | 22 816   |
| Ramalde         | 52,67 | 19,27 | 18,24 | 6,00  | 2,29 | 1,53 | 16 202   |
| Santo Ildefonso | 51,53 | 20,25 | 17,36 | 6,98  | 2,33 | 1,56 | 4 355    |
| São Nicolau     | 43,36 | 26,22 | 15,10 | 11,01 | 3,52 | 0,79 | 931      |
| Sé              | 40,53 | 31,13 | 14,80 | 10,27 | 2,07 | 1,20 | 1 576    |
| Vitória         | 45,05 | 25,92 | 16,12 | 8,39  | 2,92 | 1,60 | 1 112    |
| Porto           | 51,42 | 20,45 | 17,39 | 6,65  | 2,55 | 1,54 | 115 816  |

#### Aldoar
| Candidato               | Candidato               | Votos  | %               |
| ----------------------- | ----------------------- | ------ | --------------- |
|                         | Aníbal Cavaco Silva     | 2 810  | 48,57 / 100,00  |
|                         | Manuel Alegre           | 1 358  | 23,47 / 100,00  |
|                         | Fernando Nobre          | 1 014  | 17,53 / 100,00  |
|                         | Francisco Lopes         | 355    | 6,14 / 100,00   |
|                         | José Manuel Coelho      | 158    | 2,73 / 100,00   |
|                         | Defensor Moura          | 91     | 1,57 / 100,00   |
| Votos Inválidos         | Votos Inválidos         | 469    | 7,50 / 100,00   |
| Total                   | Total                   | 6 255  | 100,00 / 100,00 |
| Eleitorado/Participação | Eleitorado/Participação | 11 359 | 55,07 / 100,00  |

#### Bonfim
| Candidato               | Candidato               | Votos  | %               |
| ----------------------- | ----------------------- | ------ | --------------- |
|                         | Aníbal Cavaco Silva     | 6 284  | 54,00 / 100,00  |
|                         | Manuel Alegre           | 2 265  | 19,46 / 100,00  |
|                         | Fernando Nobre          | 1 920  | 16,65 / 100,00  |
|                         | Francisco Lopes         | 769    | 6,61 / 100,00   |
|                         | José Manuel Coelho      | 234    | 2,01 / 100,00   |
|                         | Defensor Moura          | 165    | 1,42 / 100,00   |
| Votos Inválidos         | Votos Inválidos         | 717    | 5,80 / 100,00   |
| Total                   | Total                   | 12 354 | 100,00 / 100,00 |
| Eleitorado/Participação | Eleitorado/Participação | 24 359 | 50,72 / 100,00  |

#### Campanhã
| Candidato               | Candidato               | Votos  | %               |
| ----------------------- | ----------------------- | ------ | --------------- |
|                         | Aníbal Cavaco Silva     | 6 541  | 43,96 / 100,00  |
|                         | Manuel Alegre           | 3 877  | 26,06 / 100,00  |
|                         | Fernando Nobre          | 2 479  | 16,66 / 100,00  |
|                         | Francisco Lopes         | 1 341  | 9,01 / 100,00   |
|                         | José Manuel Coelho      | 438    | 2,94 / 100,00   |
|                         | Defensor Moura          | 203    | 1,36 / 100,00   |
| Votos Inválidos         | Votos Inválidos         | 884    | 5,60 / 100,00   |
| Total                   | Total                   | 15 763 | 100,00 / 100,00 |
| Eleitorado/Participação | Eleitorado/Participação | 32 569 | 48,40 / 100,00  |

#### Cedofeita
| Candidato               | Candidato               | Votos  | %               |
| ----------------------- | ----------------------- | ------ | --------------- |
|                         | Aníbal Cavaco Silva     | 5 866  | 54,95 / 100,00  |
|                         | Manuel Alegre           | 1 891  | 17,71 / 100,00  |
|                         | Fernando Nobre          | 1 876  | 17,57 / 100,00  |
|                         | Francisco Lopes         | 613    | 5,74 / 100,00   |
|                         | José Manuel Coelho      | 240    | 2,25 / 100,00   |
|                         | Defensor Moura          | 189    | 1,77 / 100,00   |
| Votos Inválidos         | Votos Inválidos         | 668    | 5,89 / 100,00   |
| Total                   | Total                   | 11 343 | 100,00 / 100,00 |
| Eleitorado/Participação | Eleitorado/Participação | 22 519 | 50,37 / 100,00  |

#### Foz do Douro
| Candidato               | Candidato               | Votos  | %               |
| ----------------------- | ----------------------- | ------ | --------------- |
|                         | Aníbal Cavaco Silva     | 3 401  | 59,75 / 100,00  |
|                         | Fernando Nobre          | 929    | 16,32 / 100,00  |
|                         | Manuel Alegre           | 879    | 15,44 / 100,00  |
|                         | Francisco Lopes         | 240    | 4,22 / 100,00   |
|                         | José Manuel Coelho      | 148    | 2,60 / 100,00   |
|                         | Defensor Moura          | 95     | 1,67 / 100,00   |
| Votos Inválidos         | Votos Inválidos         | 460    | 7,48 / 100,00   |
| Total                   | Total                   | 6 152  | 100,00 / 100,00 |
| Eleitorado/Participação | Eleitorado/Participação | 10 469 | 58,76 / 100,00  |

#### Lordelo do Ouro
| Candidato               | Candidato               | Votos  | %               |
| ----------------------- | ----------------------- | ------ | --------------- |
|                         | Aníbal Cavaco Silva     | 4 632  | 50,95 / 100,00  |
|                         | Manuel Alegre           | 1 833  | 20,16 / 100,00  |
|                         | Fernando Nobre          | 1 571  | 17,28 / 100,00  |
|                         | Francisco Lopes         | 645    | 7,09 / 100,00   |
|                         | José Manuel Coelho      | 261    | 2,87 / 100,00   |
|                         | Defensor Moura          | 149    | 1,64 / 100,00   |
| Votos Inválidos         | Votos Inválidos         | 724    | 7,38 / 100,00   |
| Total                   | Total                   | 9 815  | 100,00 / 100,00 |
| Eleitorado/Participação | Eleitorado/Participação | 19 005 | 51,64 / 100,00  |

#### Massarelos
| Candidato               | Candidato               | Votos | %               |
| ----------------------- | ----------------------- | ----- | --------------- |
|                         | Aníbal Cavaco Silva     | 1 715 | 49,13 / 100,00  |
|                         | Manuel Alegre           | 686   | 19,65 / 100,00  |
|                         | Fernando Nobre          | 657   | 18,82 / 100,00  |
|                         | Francisco Lopes         | 253   | 7,25 / 100,00   |
|                         | José Manuel Coelho      | 111   | 3,18 / 100,00   |
|                         | Defensor Moura          | 69    | 1,98 / 100,00   |
| Votos Inválidos         | Votos Inválidos         | 236   | 6,33 / 100,00   |
| Total                   | Total                   | 3 727 | 100,00 / 100,00 |
| Eleitorado/Participação | Eleitorado/Participação | 6 693 | 55,69 / 100,00  |

#### Miragaia
| Candidato               | Candidato               | Votos | %               |
| ----------------------- | ----------------------- | ----- | --------------- |
|                         | Aníbal Cavaco Silva     | 439   | 41,81 / 100,00  |
|                         | Manuel Alegre           | 278   | 26,48 / 100,00  |
|                         | Fernando Nobre          | 175   | 16,67 / 100,00  |
|                         | Francisco Lopes         | 112   | 10,67 / 100,00  |
|                         | José Manuel Coelho      | 32    | 3,05 / 100,00   |
|                         | Defensor Moura          | 14    | 1,33 / 100,00   |
| Votos Inválidos         | Votos Inválidos         | 51    | 4,63 / 100,00   |
| Total                   | Total                   | 1 101 | 100,00 / 100,00 |
| Eleitorado/Participação | Eleitorado/Participação | 2 547 | 43,23 / 100,00  |

#### Nevogilde
| Candidato               | Candidato               | Votos | %               |
| ----------------------- | ----------------------- | ----- | --------------- |
|                         | Aníbal Cavaco Silva     | 2 011 | 74,45 / 100,00  |
|                         | Fernando Nobre          | 352   | 13,03 / 100,00  |
|                         | Manuel Alegre           | 225   | 8,33 / 100,00   |
|                         | José Manuel Coelho      | 51    | 1,89 / 100,00   |
|                         | Defensor Moura          | 35    | 1,30 / 100,00   |
|                         | Francisco Lopes         | 27    | 1,00 / 100,00   |
| Votos Inválidos         | Votos Inválidos         | 243   | 8,26 / 100,00   |
| Total                   | Total                   | 2 944 | 100,00 / 100,00 |
| Eleitorado/Participação | Eleitorado/Participação | 4 708 | 62,53 / 100,00  |

#### Paranhos
| Candidato               | Candidato               | Votos  | %               |
| ----------------------- | ----------------------- | ------ | --------------- |
|                         | Aníbal Cavaco Silva     | 10 469 | 50,61 / 100,00  |
|                         | Manuel Alegre           | 4 147  | 20,05 / 100,00  |
|                         | Fernando Nobre          | 3 874  | 18,73 / 100,00  |
|                         | Francisco Lopes         | 1 321  | 6,39 / 100,00   |
|                         | José Manuel Coelho      | 553    | 2,67 / 100,00   |
|                         | Defensor Moura          | 321    | 1,55 / 100,00   |
| Votos Inválidos         | Votos Inválidos         | 1 501  | 6,76 / 100,00   |
| Total                   | Total                   | 22 186 | 100,00 / 100,00 |
| Eleitorado/Participação | Eleitorado/Participação | 41 793 | 53,09 / 100,00  |

#### Ramalde
| Candidato               | Candidato               | Votos  | %               |
| ----------------------- | ----------------------- | ------ | --------------- |
|                         | Aníbal Cavaco Silva     | 7 946  | 52,67 / 100,00  |
|                         | Manuel Alegre           | 2 907  | 19,27 / 100,00  |
|                         | Fernando Nobre          | 2 752  | 18,24 / 100,00  |
|                         | Francisco Lopes         | 905    | 6,00 / 100,00   |
|                         | José Manuel Coelho      | 346    | 2,29 / 100,00   |
|                         | Defensor Moura          | 231    | 1,53 / 100,00   |
| Votos Inválidos         | Votos Inválidos         | 1 115  | 6,88 / 100,00   |
| Total                   | Total                   | 16 202 | 100,00 / 100,00 |
| Eleitorado/Participação | Eleitorado/Participação | 32 367 | 50,06 / 100,00  |

#### Santo Ildefonso
| Candidato               | Candidato               | Votos | %               |
| ----------------------- | ----------------------- | ----- | --------------- |
|                         | Aníbal Cavaco Silva     | 2 120 | 51,53 / 100,00  |
|                         | Manuel Alegre           | 833   | 20,25 / 100,00  |
|                         | Fernando Nobre          | 714   | 17,36 / 100,00  |
|                         | Francisco Lopes         | 287   | 6,98 / 100,00   |
|                         | José Manuel Coelho      | 96    | 2,33 / 100,00   |
|                         | Defensor Moura          | 64    | 1,56 / 100,00   |
| Votos Inválidos         | Votos Inválidos         | 241   | 5,54 / 100,00   |
| Total                   | Total                   | 4 355 | 100,00 / 100,00 |
| Eleitorado/Participação | Eleitorado/Participação | 9 606 | 45,34 / 100,00  |

#### São Nicolau
| Candidato               | Candidato               | Votos | %               |
| ----------------------- | ----------------------- | ----- | --------------- |
|                         | Aníbal Cavaco Silva     | 382   | 43,36 / 100,00  |
|                         | Manuel Alegre           | 231   | 26,22 / 100,00  |
|                         | Fernando Nobre          | 133   | 15,10 / 100,00  |
|                         | Francisco Lopes         | 97    | 11,01 / 100,00  |
|                         | José Manuel Coelho      | 31    | 3,52 / 100,00   |
|                         | Defensor Moura          | 7     | 0,79 / 100,00   |
| Votos Inválidos         | Votos Inválidos         | 50    | 5,37 / 100,00   |
| Total                   | Total                   | 931   | 100,00 / 100,00 |
| Eleitorado/Participação | Eleitorado/Participação | 2 299 | 40,50 / 100,00  |

#### Sé
| Candidato               | Candidato               | Votos | %               |
| ----------------------- | ----------------------- | ----- | --------------- |
|                         | Aníbal Cavaco Silva     | 608   | 40,53 / 100,00  |
|                         | Manuel Alegre           | 467   | 31,13 / 100,00  |
|                         | Fernando Nobre          | 222   | 14,80 / 100,00  |
|                         | Francisco Lopes         | 154   | 10,27 / 100,00  |
|                         | José Manuel Coelho      | 31    | 2,07 / 100,00   |
|                         | Defensor Moura          | 18    | 1,20 / 100,00   |
| Votos Inválidos         | Votos Inválidos         | 76    | 4,82 / 100,00   |
| Total                   | Total                   | 1 576 | 100,00 / 100,00 |
| Eleitorado/Participação | Eleitorado/Participação | 4 063 | 38,79 / 100,00  |

#### Vitória
| Candidato               | Candidato               | Votos | %               |
| ----------------------- | ----------------------- | ----- | --------------- |
|                         | Aníbal Cavaco Silva     | 478   | 45,05 / 100,00  |
|                         | Manuel Alegre           | 275   | 25,92 / 100,00  |
|                         | Fernando Nobre          | 171   | 16,12 / 100,00  |
|                         | Francisco Lopes         | 89    | 8,39 / 100,00   |
|                         | José Manuel Coelho      | 31    | 2,92 / 100,00   |
|                         | Defensor Moura          | 17    | 1,60 / 100,00   |
| Votos Inválidos         | Votos Inválidos         | 51    | 4,59 / 100,00   |
| Total                   | Total                   | 1 112 | 100,00 / 100,00 |
| Eleitorado/Participação | Eleitorado/Participação | 2 525 | 44,04 / 100,00  |